# (20106) Morton
(20106) Morton est un astéroïde de la ceinture principale.

## Description
(20106) Morton est un astéroïde de la ceinture principale. Il fut découvert le 20 août 1995 à l'observatoire astrophysique du Dominion par David D. Balam. Il présente une orbite caractérisée par un demi-grand axe de 2,64 UA, une excentricité de 0,16 et une inclinaison de 13,3° par rapport à l'écliptique.

## Compléments